# Nina Siemaszko
Antonina Jadwiga Siemaszko, conhecida pelo nome artístico de Nina Siemaszko (Chicago, 14 de julho de 1970), é uma atriz estadunidense. É irmã do ator Casey Siemaszko.
Estreou na comédia "One More Saturday Night", em 1986, e seu segundo filme foi o blockbuster "License to Drive", em 1988.

## Trabalhos (lista parcial)

### Cinema
| Ano  | Produção                |
| ---- | ----------------------- |
| 1986 | One More Saturday Night |
| 1988 | License to Drive        |
| 1994 | Airheads                |
| 1995 | The American President  |

### Televisão
| Ano     | Produção                       |
| ------- | ------------------------------ |
| 1994    | Chicago Hope                   |
| 1997    | Runaway Car                    |
| 1999    | Sports Night                   |
| 2001    | NYPD Blue                      |
| 2001-06 | The West Wing                  |
| 2004    | Judging Amy                    |
| 2004    | CSI: Crime Scene Investigation |
| 2005-06 | Mystery Woman                  |
| 2006    | Law & Order: Criminal Intent   |
| 2006-10 | Cold Case                      |
| 2007    | Without a Trace                |
| 2009    | Eli Stone                      |
| 2009    | Grey's Anatomy                 |

### Videogames (voz)
| Ano  | Jogo                              |
| ---- | --------------------------------- |
| 2004 | Grand Theft Auto: San Andreas     |
| 2009 | Jak and Daxter: The Lost Frontier |

## Ligação externa
- Nina Siemaszko. no IMDb.